# 扎波里日亚 (别里斯拉夫区)
扎波里日亚（烏克蘭語：Запоріжжя），是烏克蘭南部赫爾松州別里斯拉夫區大亚历山德里夫卡市镇内的村落。始建於1795年，面積0.28平方公里，海拔高度10米，2001年人口72，人口密度每平方公里255.3人。